# Homotherus berthoumieui
Homotherus berthoumieui là một loài tò vò trong họ Ichneumonidae.